# Pierwomajskij (osiedle w obwodzie orenburskim)
Pierwomajskij (ros. Первомайский) – osiedle w Rosji, w obwodzie orenburskim, ośrodek administracyjny rejonu pierwomajskiego. W 2010 liczyło 6346 mieszkańców.